# Elliniko Olympic Hockey Centre
Das Elliniko Olympic Hockey Centre besteht aus zwei Hockeystadien und einem Trainingsplatz. Die Anlage wurde für die Olympischen Sommerspiele 2004 in Athen errichtet.

## Geografie

### Geografische Lage
Das Olympic Hockey Centre liegt im Elliniko Olympic Complex, welcher auf dem Gelände des ehemaligen Flughafens Athen-Ellinikon errichtet wurde. Die Hockey-Anlage liegt 12 Kilometer südlich des Stadtzentrums von Athen, in dem Vorort Elliniko.

### Verkehrsanbindung
Die beiden Hockey-Stadien sind mit der Straßenbahn erreichbar. Die Haltestelle Elliniko wird von den Linien T3 und T5 bedient.

## Geschichte
Das Olympic Hockey Centre wurde für die Olympischen Sommerspiele 2004 errichtet. Die Bauarbeiten wurden am 29. Februar 2004 beendet, die Eröffnung fand kurz vor den Spielen am 11. August 2004 statt. Die Baukosten betrugen 11 Millionen Euro.

## Kapazität
Das Hockey-Zentrum besteht aus zwei Stadien. Das größere fasst 7300 Zuschauer, das kleinere 2100 Zuschauer. Während der Olympischen Spiele war die Zuschauerkapazität jedoch auf 5200 bzw. 1200 begrenzt.

## Nutzung

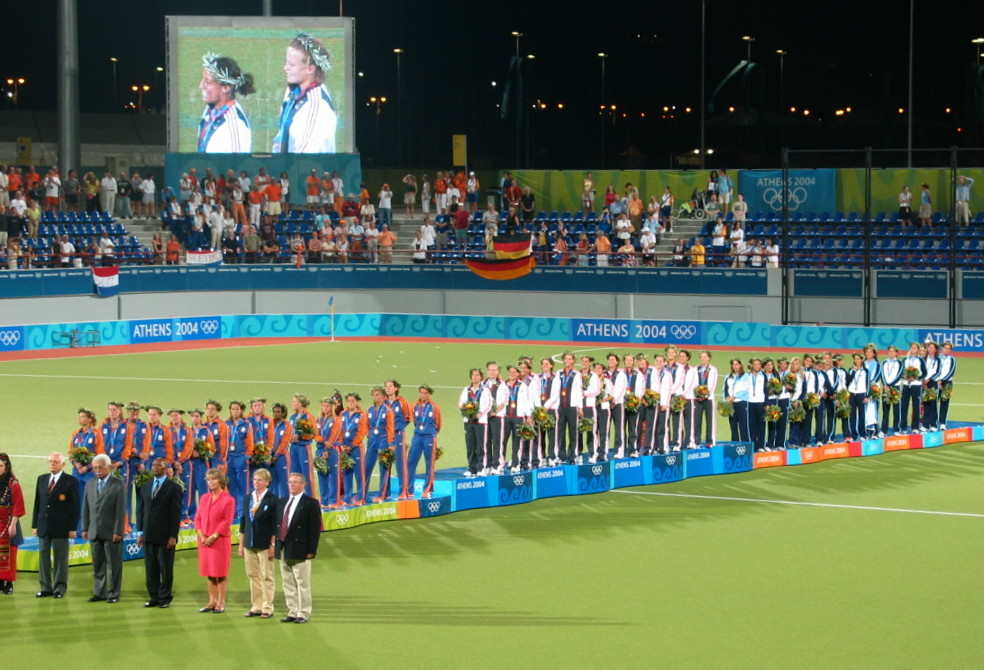
Siegerehrung der Hockey-Damen während der Olympischen Spiele 2004

Das Olympic Hockey Centre war Schauplatz der Hockey-Bewerbe der Olympischen Sommerspiele 2004. Während der Paralympischen Sommerspiele 2004 wurde das Stadion für die Fußball-Wettbewerbe genutzt.
Seit 2004 blieben die Hockeystadien ungenutzt und verfallen.